# Manuel Zelaya
José Manuel Zelaya Rosales (Catacamas, 20 settembre 1952) è un politico honduregno, Presidente della Repubblica di Honduras dal gennaio 2006 al giugno 2009 quando fu destituito ed espulso dal Paese con un colpo di Stato delle Forze Armate dopo diversi mesi di crisi politica. Fu accusato di tradimento e di altri crimini dalla Corte Suprema di Giustizia dell'Honduras. 
Zelaya ha agito come presidente in esilio, ed è rimasto nell'ambasciata brasiliana a Tegucigalpa dal settembre 2009 fino al gennaio 2010 quando si trasferì nella Repubblica Dominicana grazie ad un salvacondotto firmato dal nuovo presidente dell'Honduras, Porfirio Lobo. Rientrò nel suo Paese dopo quasi due anni, nel maggio 2011.

## Biografia

### Infanzia
Zelaya nacque in una ricca famiglia della città di Catacamas nel dipartimento di Olancho, con antenati che erano emigrati dal Messico nel XVIII secolo. I suoi genitori erano Hortensia Esmeralda Rosales Sarmiento e José Manuel Zelaya Ordóñez, accusati di aver partecipato al massacro di Los Horcones. Zelaya ereditò da suo padre il soprannome di "Melito", che a sua volta lo aveva ereditato da suo nonno, che possedeva grandi appezzamenti di terra e migliaia di bovini. Il suo professore di Fisica e Chimica, il cardinale Óscar Rodríguez Maradiaga, lo ricorda come un "bambino con uno sguardo dolce, molto calmo e molto pio", oltre che "serio e responsabile", a 14 anni.

### La vittoria alle presidenziali
Il 27 novembre 2005 ha sconfitto alle elezioni presidenziali lo sfidante Porfirio Lobo diventando così il nuovo Presidente della Repubblica subentrando a Ricardo Maduro. Ha assunto la carica presidenziale il 27 gennaio 2006 e venne riconosciuto dalla comunità internazionale come l'unico Presidente legittimo della Repubblica honduregna anche dopo il colpo di Stato del 28 giugno 2009 attuato dalle forze armate.

### Il colpo di Stato militare
Il 28 giugno 2009, dopo aver proposto un referendum che, attraverso una modifica della Costituzione, avrebbe dovuto rendere possibile un'estensione del mandato quadriennale e una sua rielezione (nonostante il parere contrario della Corte Suprema in merito ad una simile modifica costituzionale), Zelaya viene arrestato dall'esercito honduregno ed espatriato in Costa Rica. L'ordine di arresto era giunto dalla Corte Suprema stessa, essendo essa il supremo organo difensore della Costituzione. Nel pomeriggio il Congresso Nazionale dell'Honduras avvia una procedura di impeachment e delibera all'unanimità la rimozione di Zelaya dalla carica di Presidente dell'Honduras. Essendosi il vice-presidente Elvin Santos dimessosi diversi mesi prima, subentra nella presidenziale il presidente del Congresso, Roberto Micheletti, che decreta immediatamente un coprifuoco di 48 ore, subito violato da migliaia di persone che hanno sfilato per le strade di Tegucigalpa per protestare contro la destituzione del Presidente Zelaya, mentre in altre zone della capitale si svolgevano invece manifestazioni a favore dell'impeachment.
In effetti, la Costituzione dell'Honduras fissa in quattro anni la durata della carica presidenziale (Art. 237), attribuisce esclusivamente al Parlamento, in sessione ordinaria, il potere di apportare modifiche costituzionali (Art. 373) e vieta espressamente di modificare la durata dell'incarico presidenziale e di abrogare la proibizione ad un secondo mandato (Art. 374). Zelaya ha chiesto agli Usa di chiarire se abbiano avuto o meno un ruolo nel golpe. Il presidente Barack Obama, da Washington, ha espresso preoccupazione per quanto sta avvenendo nel povero Paese centroamericano, respingendo qualunque tipo di coinvolgimento nell'accaduto. Anche l'Ue si è detta molto preoccupata. Zelaya ha invitato i suoi connazionali a una "resistenza pacifica" e al dialogo con gli "aggressori" della democrazia, ma ha detto di essere ancora il presidente dell'Honduras ammonendo di non riconoscere "il governo usurpatore". Il segretario generale delle Nazioni Unite, Ban Ki-moon, ha condannato l'arresto illegittimo di Zelaya e chiesto che il Presidente sia al più presto ristabilito nelle sue funzioni.
La crisi costituzionale si conclude con le elezioni generali del 2009, che vedono la vittoria del candidato del Partito Nazionale dell'Honduras Porfirio Lobo.

## Vita privata
Zelaya si sposò all'età di 23 anni con sua cugina di secondo grado, Xiomara Castro, che all'epoca aveva 17 anni. Da lei ebbe quattro figli: Zoe, Héctor Manuel, Hortensia Xiomara e José Manuel. Tra loro c'è Hortensia Xiomara, popolarmente conosciuta come "La Pichu", che ha partecipato attivamente alla politica, facendo parte delle campagne elettorali del 2013 e del 2017.